# M247 Sergeant York
M247 Sergeant York – amerykańskie samobieżne działo przeciwlotnicze opracowane na przełomie lat 70. i 80. XX wieku przez przedsiębiorstwo Ford Aerospace w ramach programu DIVAD (DIVision Air Defense – obrona przeciwlotnicza dywizji), na potrzeby Armii Stanów Zjednoczonych. Pojazd został zaprojektowany z myślą o zastąpieniu pojazdów przeciwlotniczych M163 VADS i M48 Chaparral. M247 zbudowano na podwoziu czołgu M48 Patton i wyposażono w dwie szybkostrzelne armaty przeciwlotnicze Bofors 40 mm L/70 kierowane radarowo. Pojazd nazwany został na cześć sierżanta Alvina Yorka, bohatera I wojny światowej.
Niezadowalające parametry pojazdu (m.in. niewystarczający zasięg uzbrojenia oraz prędkość maksymalna niepozwalająca na współdziałanie z czołgami M1 Abrams i bojowymi wozami piechoty M2 Bradley), a także liczne problemy techniczne doprowadziły do wstrzymania prac nad programem w 1985 roku. Łącznie zbudowano 50 egzemplarzy pojazdu.